# اطلاعات سیاسی–اقتصادی
اطلاعات سیاسی–اقتصادی یک فصلنامه با موضوع سیاست و اقتصاد چاپ تهران است که مؤسسه اطلاعات آن را منتشر می‌کند. نخستین شماره این نشریه که هم‌اکنون از سوی وزارت علوم دارای درجه علمی «علمی–ترویجی» است، در ۱۹ مهر ۱۳۶۵ منتشر شده‌است.
محمد قوچانی در مقاله‌ای در مهرنامه، این نشریه را از نظر اثرگذاری در دهه ۶۰ و ۷۰ در میان نشریات دولتی با نشریاتی مانند کیهان فرهنگی، آدینه و دنیای سخن مقایسه کرده‌است. در این دوره، اطلاعات سیاسی–اقتصادی در طرح بسیاری از نظریه‌های علمی اقتصاد و سیاست در ایران پیشتاز بود؛ به طور مثال، ترجمۀ مقاله مشهور برخورد تمدن‌ها اثر ساموئل هانتینگتون و پایان تاریخ از فرانسیس فوکویاما برای نخستین بار در ایران در این نشریه چاپ شد. همچنین کتاب مشهور حسین بشیریه به نام «تاریخ اندیشه‌ها و جنبش‌های سیاسی در قرن بیستم» از دل مقالاتی که در این نشریه نوشته‌است استخراج شده‌است.
از مشهورترین اعضای هیأت مشاوران علمی این نشریه می‌توان از حسین بشیریه، سید جواد طباطبایی، موسی غنی‌نژاد، جواد شیخ‌الاسلامی و احمد نقیب‌زاده و از دیگر نویسندگان شاخص آن می‌توان از محمود سریع‌القلم، محمدعلی همایون کاتوزیان، هوشنگ امیراحمدی، مصطفی رحیمی، پرویز پیران و سعید حجاریان نام برد.

## پیشینه
اطلاعات سیاسی–اقتصادی در گذر زمان تغییرات زیادی داشته‌است. 
این نشریه که از ادغام دو ضمیمه روزنامه اطلاعات به نام‌های «اطلاعات سیاسی–دیپلماتیک» و «ضمیمه اقتصادی اطلاعات» به‌وجود آمد، در آغاز به شکل ماهنامه منتشر می‌شد، اما از سال پنجم عملاً به شکل دوماهنامه منتشر شد و به مدت ۲۰ سال گاهی به شکل چند شماره با هم چاپ شد تا این که از بهار ۱۳۹۰ رسماً فصلنامه شد.
این نشریه ابتدا در قالب یک نشریه خبری–تحلیلی بود، اما از سال ۱۳۶۸ به شکل نشریه‌ای علمی–نظری درآمد. در سال ۱۳۷۴ درجه علمی–ترویجی را از وزارت علوم دریافت کرد که در سال ۱۳۸۹ این درجه از نشریه گرفته شد، اگرچه دوباره به این درجه نائل شد.